# Numeri primi (album)
Numeri primi è il primo album in studio della cantautrice italiana Hu, pubblicato l'11 marzo 2022 per l'etichetta Warner Music Italy.

## Tracce
1. Numeri primi – 1:49
2. Avec moi – 3:14
3. Abbi cura di te (con Highsnob) – 3:19
4. Prima di sparire – 3:11
5. Millemila – 2:48
6. Guai (feat. Francesca Michielin) – 2:30
7. MoMA – 3:33
8. Ti auguro la vita – 3:08
9. Mamma – 3:26
10. Temporale – 3:20
11. La versione migliore di noi – 5:31

## Classifiche
| Classifica (2022) | Posizione massima |
| ----------------- | ----------------- |
| Italia            | 62                |